# Орехов, Серафим Дмитриевич
Серафим Дмитриевич Оре́хов (1904—1950) — советский инженер-конструктор.

## Биография
Родился в 1904 году. Работал на УМСЗ имени В. Володарского: инженер-конструктор, главный конструктор.
Умер в 1950 году. Похоронен в Ульяновске на кладбище «Заволжское-1».

## Награды и премии
- Сталинская премия второй степени (1949) — за создание нового образца боеприпасов
- орден Красной Звезды (3.06.1942)[2]
- орден Трудового Красного Знамени (16.09.1945)[3]